# Гайменкірх
Гайменкірх (нім. Heimenkirch) — громада в Німеччині, знаходиться в землі Баварія. Підпорядковується адміністративному округу Швабія. Входить до складу району Ліндау.
Площа — 21,23 км2. Населення становить 3556 ос. (станом на 31 грудня 2020).